# Faro Cabo Raper
El Faro Cabo Raper está ubicado en el extremo oeste de la península de Taitao, Región de Aysén, una zona caracterizada por su compleja geografía y abruptos acantilados. La torre pertenece a la red de faros de Chile, su construcción se inició en 1900 como obra encargada del ingeniero George Slight, conocido por diseñar gran parte de los faros del litoral chileno. Tras 14 años de trabajo entró en servicio el año 1914, con la finalidad de mejorar la seguridad marítima en un sector de navegación complejo debido a las condiciones climáticas. La estructura está construida en concreto armado, con una altura de 14 metros y elevado 61 metros sobre el nivel del mar, lo que le permite contar con un amplio alcance visual y advertir a las embarcaciones sobre el cabo y las aguas peligrosas. 
A pesar de su aislamiento el faro se mantiene activo por la presencia del personal de la Armada de Chile, capacitado para funciones de vigilancia, mantenimiento técnico y supervivencia en zonas extremas. Debido a las complejas condiciones climáticas, el acceso al faro es complejo y solo se realiza mediante vía marítima y aérea. El abastecimiento se realiza periódicamente mediante el uso de helicópteros y embarcaciones, que transportan suministros fundamentales.
La Región de Aysén donde se ubica el faro, se caracteriza por un clima predominantemente frio y lluvioso, con una geografía compleja formada por acantilados, altas montañas y densos bosques. Por ello. esta estructura resulta fundamental como punto de referencia para la navegación en la costa sur de Chile. 

## Historia
Su construcción se inició el 1 de septiembre de 1900 con 22 hombres, además de la tripulación del escampavía Yáñez. El 7 de octubre del mismo año el ingeniero George Slight impartió instrucciones para la construcción de la casa, abrigo de la gente, consumos y pertrechos y para la construcción del muelle provisorio para el embarque. 
La falta de comunicación con Puerto Slight originó desconfianza y miedo a los obreros por la soledad en que se encontraban, por lo que el ingeniero Sr. Dupouy se vio obligado a levantar el campamento el 7 de noviembre, regresando con la gente en el escampavía Yáñez, lo cual evidentemente originó un gran atraso en la construcción. A pesar de esto y del mal tiempo, quedó concluida en puerto Slight la primera casa a los 68 días trabajados. Después de muchos trámites, sin buenos resultados, para que los vapores Braun y Blanchard recalaran en forma obligatoria en puerto Barroso y poder abastecer desde allí el campamento, George Slight consiguió el 18 de enero de 1910, un decreto del gobierno que obligara a dichas naves recalar en forma obligatoria en puerto Slight. 

### Línea férrea

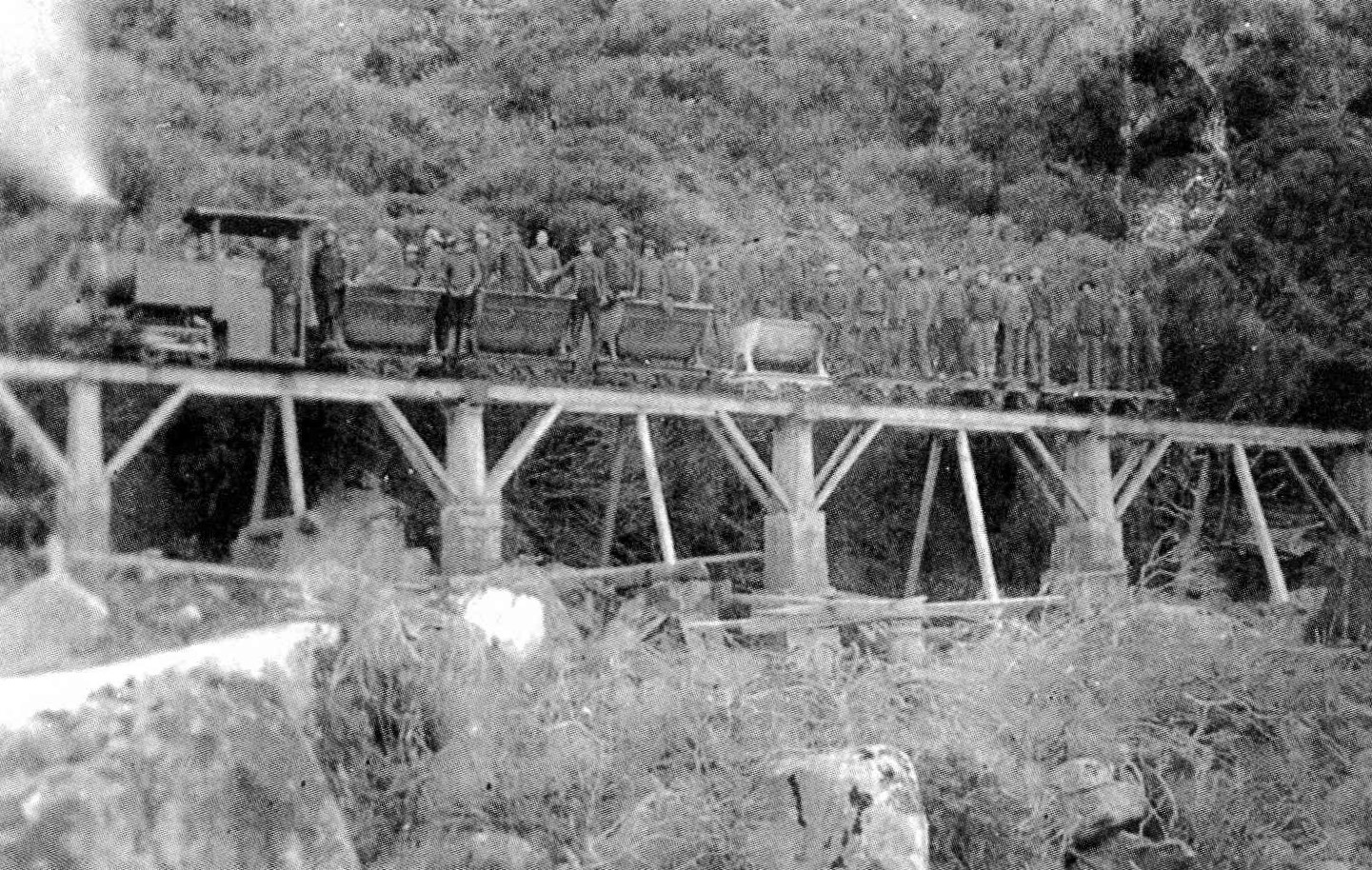
Ferrocarril económico del faro Cabo Raper

Al 23 de marzo de 1912 se había logrado tender 3 mil 500 metros de línea férrea que corría sobre puentes cuya altura variaba entre los 3 y 18 metros, con su respectiva locomotora, la cual disminuyó en gran parte la labor del acarreo de materiales para el concreto armado de que están construidos los pilares que soportan los puentes por donde se tendió la línea, único medio de pasar por sobre el terreno por demás accidentado y peñascoso, por la orilla del mar hasta el pie del cerro donde se ubicaría el faro. 
La línea férrea, finalizada en 1913 con una extensión de 7 mil 500 metros, correspondía al sistema Decauville, trocha angosta, sobre la cual corría un trencito compuesto de varios carros planos (1,50 m de plataforma) arrastrados por una pequeña locomotora. En este pequeño tren se hacía el traslado de los víveres y bultos para la gente del faro.
Aproximadamente en el año 1921 la locomotora se estropeó y desde esa fecha —hasta el año 1933— el transporte de víveres y enseres se hizo sobre los carros, pero arrastrados o empujados a mano. Hoy en día, con el tren descompuesto y los continuos rodados sobre la ruta, el transporte de carga es hecho con la ayuda de un pequeño tractor, además de una carreta tirada por animales (bueyes y caballos).

## Geografía
El Faro Cabo Raper se sitúa en una región costera extrema en el sur de Chile, donde la interacción entre la orografía y las corrientes oceánicas crean un paisaje dramáticamente esculpido por procesos naturales. Por lo tanto, esta zona costera se caracteriza por un relieve abrupto, donde los acantilados y formaciones rocosas han sido esculpidas a lo largo de milenios mediante la acción combinada del oleaje, los intensos vientos y los procesos glaciales inherentes a la región. A partir de este modelo natural se evidencia la continua transformación del territorio en respuesta a las condiciones climáticas extremas.

### Clima
El clima en donde se localiza el faro, se caracteriza por ser frio y lluvioso, con una alta humedad y frecuentes precipitaciones derivadas a la influencia del Océano Pacífico y de la orografía accidentada de la península de Titao. Aquellas condiciones provocas temperaturas que se mantienen bajas durante la mayor parte del año, acompañadas de niebla y una atmósfera inestable.
La zona experimenta vientos intensos, que sumados a la persistente lluvia, contribuyen a la inestabilidad atmosférica. A partir de esta combinación, se exige una vigilancia constante de las condiciones meteorológicas, debido a que los rápidos cambios pueden influir en las actividades costeras y marítimas del lugar. En esta región predominan condiciones meteorológicas difíciles, marcadas por la fuerza del viento y lluvias continuas, que demuestra lo variable e inestable de su clima.

## Abastecimiento
La operación de abastecimiento se lleva a cabo mediante la maniobra conocida como VERTREP (abastecimiento vertical). Este método consiste en ocupar un helicóptero equipado con un gancho de carga, el cual recoge y transfiere el material necesario desde el buque directamente hacia el faro. Durante la operación se movilizan distintos tipos de cargas, entre ellos víveres, combustibles y materiales destinados al mantenimiento para asegurar la función continua del faro, a pesar de encontrarse en una zona remota y condiciones marítimas complejas. 
Adicionalmente, el éxito de la operación se fundamenta en una cuidadosa planificación y coordinación entre unidades involucradas. Se efectúa un completo análisis meteorológico y se aplica un riguroso entrenamiento del servicio, el cual permite una transferencia segura y eficiente durante la maniobra de rabastecimiento. Dicha combinación de tecnología, formación y coordinación operativa permite a la Armada de Chile contribuir al funcionamiento de infraestructuras criticas en entornos desafiantes. 